# Nadim Naaman
Nadim Naaman (Londra, 23 agosto 1985) è un attore e cantante inglese, noto soprattutto come interprete di musical nel West End londinese.

## Biografia

### Famiglia e formazione
Di origini inglesi e libanesi, Nadim Naaman studia musica ad Eton, all'Università di Warwick e si laurea nel 2007 presso la Royal Academy of Music di Londra.

### Carriera
Debutta nel West End nel 2006 con il musical Tutti insieme appassionatamente, a cui segue nel 2013 la commedia One Man, Two Guvnors (basata su Il servitore di due padroni). Nel 2013 recita nella produzione della Southwark Playhouse del musical Titanic e el 2014 entra nel cast di The Phantom of the Opera come parte dell'ensemble e primo sostituto per il ruolo principale di Raoul de Chagny. Nel 2015 ricopre il ruolo di Anthony Hope nella produzione di Cameron Mackintosh del musical Sweeney Todd: The Demon Barber of Fleet Street e si trasferisce a Toronto per continuare a recitare in Titanic.
Altri musical in cui ha recitato sono Cinderella, Chess, Marguerite, 13 Days, James and the Giant Peach, The Last Five Years, A Little Night Music e Love Never Dies.